# دنی دیچیو
دنی دیچیو (انگلیسی: Danny Dichio؛ زادهٔ ۱۹ اکتبر ۱۹۷۴) بازیکن فوتبال بازنشستهٔ اهل انگلستان است.
از باشگاه‌هایی که در آن بازی کرده می‌توان به سمپدوریا، تورنتو، دربی کانتی، لچه، ساندرلند، کویینز پارک رنجرز و میلوال اشاره کرد.
او همچنین در تیم ملی فوتبال زیر ۲۱ سال انگلستان بازی کرده‌است.